# Condado de Winston (Alabama)
O Condado de Winston é um dos 67 condados do estado norte-americano do Alabama. A sede de condado é Double Springs, e a sua maior cidade é Haleyville. O condado tem uma área de 1637 km² (dos quais 44 km² estão cobertos por água), uma população de 24 843 habitantes, e uma densidade populacional de 8 hab/km² (segundo o censo nacional de 2000). O condado foi fundado em 1850 (então como condado de Hancock, mudando para o nome que tem hoje em 1858) e o seu nome é uma homenagem a John Anthony Winston (1812-1871), que foi governador do Alabama entre 1853 e 1857.
Como território opondo-se à secessão durante a Guerra Civil Americana, o condado ficou conhecido como República de Winston.